# New Orleans Saints
A New Orleans Saints egy professzionális amerikaifutball-csapat az Egyesült Államokban, a Louisiana államban elhelyezkedő New Orleansban. Az NFL-en belül az NFC tagja és az NFC South divízióba van beosztva.
A Szentek otthona a Mercedes-Benz Superdome, amely 1975 óta szolgál a csapat hazai meccseinek helyszínéül. Kivételt képez a 2005-ös esztendő, ekkor a Katrina hurrikán okozta károk miatt San Antonióban és Baton Rouge-ban voltak kénytelenek pályára lépni.

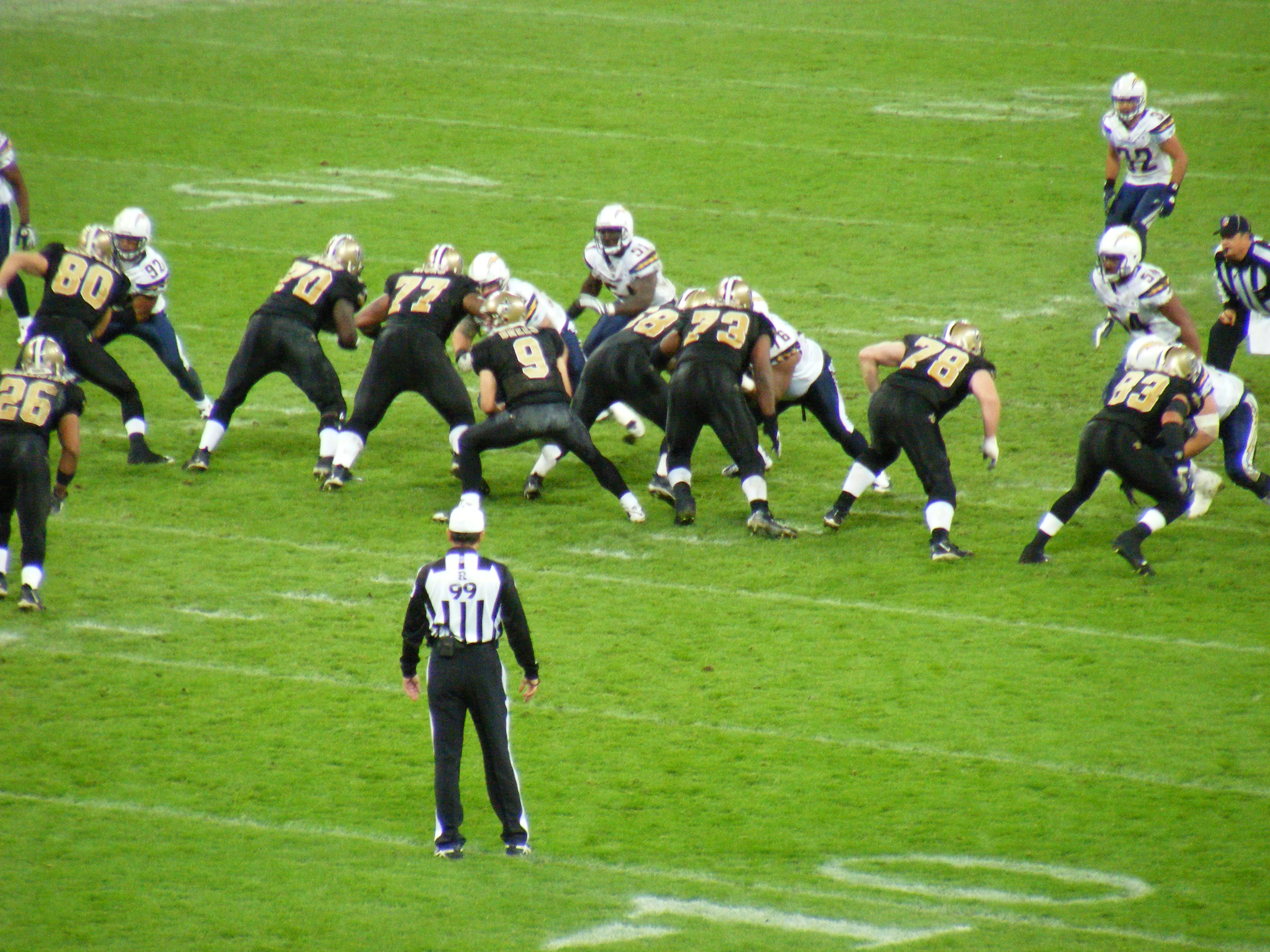
Drew Brees (9), a Saints irányítója átadásra készül (Wembley, 2008. október 26.)

## 1966–1985: Az alapítás és az ínséges évtizedek
A csapatalapítás ötlete David Dixon üzletemberben merült fel, a kivitelezésben pedig fontos szerepet játszott Hale Boggs, Louisiana korabeli kongresszusi képviselője. Az NFL főbiztosa, Pete Rozelle 1966. november elsején, Mindenszentek napján, New Orleans-ban jelentette be az új franchise létrejöttét. A csapat elnevezését a híres jazz örökzöld, a "When the Saints Go Marching In" című felvételhez kötik, egyszerre jelezve a város és a jazz kapcsolatát, valamint a helyi népesség katolikus voltát. A csapat első tulajdonosa John W. Mecom, Jr. volt, egy fiatal olajvállalkozó. A csapat fekete és arany színe utal a fekete aranyként aposztrofált kőolajra.
Még 1966 végén kinevezték a Rams egykori elkapóját, Tom Fears-t vezetőedzőnek. A keret feltöltése gyorsan haladt, a kicker Paige Cothren volt az első igazolás, az expanziós drafton választottak 42 játékost, majd az NFL játékosbörzéjén is özönlöttek a hadra fogható fiatalok a csapathoz. A Saints első draftolt játékosa Les Kelley (FB, Alabama) volt a '67-es draft első körében.
A Szentek a futballt rögtön egy azóta is fennálló rekorddal indították, ugyanis az első előszezonjuk során 5 győzelmet és egy vereséget számoltak (expanziós csapat az első előszezonját soha nem abszolválta ennél jobb mérleggel).
A Csapat első tétmérkőzése is álomszerűen kezdődött, 1967. szeptember 17-én, a Tulane Stadiumban a Rams ellen nyolcvanezer szurkoló őrjöngése mellett az újonc John Gilliam (running back) a kezdőrúgást a saját 6 yardosáról indulva hordta vissza az ellenfél end zone-jába. A mérkőzés végére a Rams igazolta a papírformát és 27-13-ra nyert.
Az első szezon 3 győzelem és 11 vereség mellett ért véget a Szentek számára.
1970-ig a hangzatos Capitol Division és a Century Division vendégeként próbáltak felfelé araszolni a Szentek (1968:4-9-1, 1969: 5-9). 1970-ben aztán az NFC Westbe kerültek.
Az új divízió nem hozott szerencsét, Fearst már a szezon közepén kirúgták, mivel az addigi 7 meccsből csak egyet nyert meg a csapat (a helyére J.D. Roberts érkezett). 2 győzelem mellett 11 vereséget és 1 döntetlent értek el. Az egyik győzelem azonban történelmi volt: a Detroit Lions elleni találkozón történt, hogy másodpercekkel a meccs lefújása előtt egy ponttal vezetett a michigani csapat, és hiába birtokolta a labdát a Saints, azzal nehéz bármit is kezdeni 63 yardra az ellenfél célterületétől. Ekkor az a Tom Dempsey állt a labda mögé, aki kicker létére a rúgó lábán ujjak nélkül született és egy speciális cipőben játszott. Elrúgta. Bement. Még ma, évtizedekkel később is az ő neve olvasható a rekordok könyvében, amikor a tétmérkőzésen legtávolabbról értékesített mezőnygólhoz lapozunk, csak 1998-ban iratkozott mellé a denveri Jason Elam szintén 63 yardos találattal (a Denver játékosának könnyebb dolga volt, mert Dempsey a tengerszinthez közeli településen rúgott, addig Elam segítségére volt az 1600 méteren fekvő Denver magaslati levegője is, valamint Elam rúgásán nem egy egész mérkőzés múlt, mert azt a félidő végén rúgta be).
A Lions linebackere, Wayne Walker így beszélt erről a momentumról később: ”Nem Tom Dempsey rúgta azt a gólt. Isten volt az.”
1971-ben a második helyen választhatott a Saints a drafton, ahol lecsaptak az Ole Miss irányítójára, Archie Manningre. Az újonc játéka nem okozott csalódást a debütáló évében. A Saints ugyan csak 4-8-2-es szezonra volt képes, de 2 meglepetésgyőzelmet is arattak (a Rams, valamint a szezon végén a Super Bowl VI-on diadalmaskodó Cowboys ellen).
Hiába volt reménykeltő Manning bemutatkozó éve, 1972-ben ötös vereségsorozattal kezdték a szezont, így a következő évben Roberts helyét John North vehette át. Az új edző a következő két évben 5-9-es mérleget mutatott fel.
1975-ben a Tulane Stadiumból átköltöztek a Szentek a Superdome-ba, amely abban az időben a világ legnagyobb ilyen jellegű fedett építménye volt. A nyitómeccsen a Bengals nem udvariaskodott és cipóra verte a hazaiakat (0-21), majd 6 meccs után North repült és a szezon végéig Ernie Hefferle látta el a vezetőedzői teendőket.
1976-ban a Szentek úgy vélték, hogy eljött az ideje egy olyan edző igazolásának, aki a legmagasabb szinten is komoly eredményekkel rendelkezik, így az a Hank Stram lett a vezetőedző, akit korábban az Év Edzőjévé is választottak és Super Bowlt is nyert a Kansas City élén.
Azonban Stram is alaposan befürdött New Orleans-ban, 50% közelébe ő se volt képes a csapatot felemelni (1976: 4-10, 1977: 3-11). Igaz, az első évében végig kénytelen volt nélkülözni Manninget, aki egy könyökműtét után lábadozott. 1977. december 11-e után még Stram legnagyobb csodálói se marasztalták a később Hall of Fame-be választott edzőt. E napon történt meg az a csúfság, hogy 26 vereség után a Tampa Bay Buccaneers megszerezte az első győzelmét az NFL-ben, a Saints ellen.
Bő egy évtizednyi kudarchalmozás után halovány örömöt is szerzett a sokat próbált szurkolóknak a Csapat: az azt megelőzően San Franciscoban dolgozó Dick Nolant nevezték ki Stram utódjául, és az 1978-as szezonban 7 győzelemig jutottak, Archie Manning 3416 passzolt yardja és 17 touchdownja pedig azt jelentette, hogy a Sporting News és a United Press International is az NFC legértékesebb játékosának (MVP) választotta az irányítót.
A rákövetkező esztendő még jobban sikerült, de az addigi legjobb szezon (8-8) se volt elég a rájátszáshoz.
A nyolcvanas éveket a Saints olyan csapatként kezdhette el, amely szezonról szezonra javuló formát mutatott és joggal várták Louisianaban, hogy szeretett csapatukat végre az alapszakaszt követően is láthatják tétmérkőzésen játszani. A felfokozott várakozásoknak köszönhetően (ha lehet) még nagyobbnak tűnt az a pofon, amelyet 1980-ban a Szentek kaptak. Tizenkettő vereséggel kezdték a szezont. Nolantől elköszöntek, a hátralévő 4 meccsre Dick Stanfel kapott mandátumot, amelyből egyet csak megnyert a Csapat. Ekkor teremtettek divatot a Saints szurkolói azzal, hogy a mérkőzések alatt papírzacskót húztak a fejükre, később más csapatok, sőt más sportágak szurkolói is hasonló módon fejezték ki elégedetlenségüket csapatuk sikertelenségére vonatkozóan.
Erre az időszakra datálható az Aints gúnynév keletkezése is.
1981-től lassú fejlődésnek indult az alakulat, Bum Phillips érkezett vezetőedzői posztra, aki korábban a Houston Oilers-nél szerzett hasonló tapasztalatokat. Áprilisban – először a Szentek történelme során – Heisman-győztes játékost draftoltak George Rogers személyében (South Carolina, RB). Rogers újoncként hatalmas évet repesztett, 1600 futott yardja bőven elég volt ahhoz, hogy az első Év Újonca legyen a Szentek közül, a Pro Bowlon is részt vehetett. Egyéb komolyabb programja úgy sem akadt a csapatával az alapszakaszt követően (4-12). A következő idény előtt a jobb sorsra érdemes Manninget elcserélték és leigazolták a helyére Ken Stablert, a draft negyedik körében pedig lecsaptak a később minden idők egyik legjobb rúgójaként híressé vált Morten Andersenre. A sztrájk miatt csonkán alakult szezonban további két csapattal holtversenyben 4-5-tel finiseltek a New Orleans-iak az NFC-ben, azonban az a lehetőség, hogy végre rájátszásba jussanak, elveszett a szövevényes tie-break szabályok labirintusában. 1983-ra jött ki a maximum az akkori garnitúrából, az alapszakasz utolsó találkozója előtt egy győzelemre voltak a rájátszástól (8-7), amit a Rams ellen, hazai pályán kellett volna megszerezni. Ha 7 másodperccel hamarabb ér véget a meccs, sikerült is volna a küldetés, de egy 42 yardos mezőnygóllal a vendégek elcsenték a diadalt.

## 1985–1992: A változás szele és a Dome Patrol
1985-ben Mecom eladta a tulajdonrészét egy helyi autókereskedőnek, Tom Bensonnak. Még 1985-ben történt, hogy egy hatos vereségszéria után Phillips bedobta a törölközőt, a szezon végéig a fia, Wade vette át a szerepét.
Azért, hogy a Saints története ne állandó kudarcokról és vereségekről szóljon, azért, hogy ne csak a legkonokabb louisianai szurkolók viseljék szívükön a Csapat sorsát, sokat tett a 80-as évek közepére összeállt linebacker (röviden: LB) csapatrész, amely a Dome Patrol becenévre hallgatott, és amelynél jobb LB-sor talán még soha nem sűrűsödött össze egy csapatban. A Saints védelme ekkor a legvérengzőbb volt az NFL-ben, aki szerette a védekező futballt, az szimpátiától függetlenül szorított helyet a szívében ennek a kvartettnek.
A történet Rickey Jackson 1981-es draftolásával kezdődött, az újoncok játékosbörzéjén a második körben foglalta le a játékjogát a New Orleans.
Vaughn Johnsont az 1985-ös drafton választotta a Saints, 1987-re foglalta el kezdőként az egyik belső linebackeri helyet.
1986-ban érkezett a Szentekhez Pat Swilling (60. helyen draftolták), aki az egyetemen még defensive endet játszott, majd az első profi évében csak a special teamben ügyködött. 1987-ben kiérdemelte a jobb oldali külső linebacker posztját.
Szintén 1986-ban érkezett Jim E. Mora edzővel a tiszavirág-életű kalózligából (USFL) Sam Mills, akit 177 centis termete miatt senki se akart játszatni az NFL-ben LB-ként. Akik beskatulyázták Mills-t, azok nem számoltak azzal, hogy bámulatos sebességével képes volt kompenzálni a termetbeli hiányosságait, nem véletlenül ragadt rá a "The Field Mouse" becenév. Az 1986-os szezon 4. játékhetétől kezdve a Saints kezdőjátékosa volt egészen 1994-ig.
Ez a négyes egészen 1992-ig maradt együtt és tartotta rettegésben az NFL támadóalakulatait. A Szentek 1991-ben és 1992-ben az egész NFL-ben a legkevesebb pontot kapták, 1991-ben a legtöbb turnovert (labdaeladást) harcolták ki, 1992-ben a legtöbb sacket érték el. 1987-től összesen 27 mérkőzésen tudták legalább 10 vagy annál kevesebb ponton tartani az ellenfelet, 5 alkalommal pedig egy pontot se tudott elérni az aktuális ellenfél.
1992-ben – az NFL történetében először és azóta is utoljára – egy csapatból 4 linebacker került az év válogatottjának tekinthető Pro Bowl-csapatba: a Saints varázslatos négyese érdemelte ki ezt a páratlan elismerést.
E bámulatos csapatrész ezt követően felbomlott, Swilling csere útján Detroitba tette át a székhelyét (összesen 5 alkalommal kerülhetett a Pro Bowl-csapatba, négyszer Szentként). 1993-ban Jackson (hatszoros Pro Bowl-választott, mind a hatszor a New Orleans-t képviselte) állt tovább San Franciscoba, ahol a XXIX. Super Bowlon győzelmet aratott a csapatával. 2010-ben a Hírességek Csarnokába választották, eddig ő az első és egyetlen Szent, akinek beválasztása a Saints-ben nyújtott teljesítménye miatt történt meg. Johnson is 1993-ban állt tovább (négyszeres Pro Bowl választott a Szentek színeiben), Philadelphiában vezetett le. Utolsóként Mills hagyta el New Orleanst, az összesen ötszörös Pro Bowl játékos 1995-ben költözött Carolina-ba. 2005-ben bélrákban hunyt el, még abban az évben visszavonultatta az 51-es számát a Saints és a Carolina Panthers.
A Dome Patrol fogalommá nemesedett az NFL világában, habár a Saints szegényes támadójátéka miatt a sikeres alapszakaszok után nem tudott a csapat komoly eredményeket produkálni a rájátszásban. 1987 és 1992 között összesen négy alkalommal szerepeltek az utószezonban, és mind a 4 alkalommal rögtön vereséggel búcsúztak. Mégsem lehet ezt a négyest túlértékelni, amit a legjobban az az NFL Network által 2007 júliusában összeállított rangsor jellemez, amelyben a valaha volt legjobb linebacker-sorokat értékelték. A harmadik helyre a Pittsburgh Steelers hetvenes éveket meghatározó védőit tették (összesen 4 Super Bowlt nyertek), a második helyet az 1986-os, szintén bajnok New York Giants linebackeri érdemelték ki, míg az első helyet a még bajnoki döntőt sem játszó Dome Patrolnak ítélték.

## 1993–1999: 7 szűk esztendő
1993 két tekintetben mérföldkő New Orleansban.
Az akkori játékosbörze első körében mindenképpen egy tacklet szerettek volna választani, és a 8. helyen két kiválóság is elérhető volt: Lincoln Kennedy és Willie Roaf. Kennedyt a Saints játékos-megfigyelői magasabbra taksálták, de Jim Mora két ok miatt mégis Roaf mellett döntött: közelebb élt New Orleanshoz és a holtszezonban sorra kerülő programokon biztosabban lehetett a részvételére számítani, másrészt még élénken élt bennük az állandó küszködés Craig Heyward súlyproblémáival, akitől pont akkor szabadultak meg. Kennedy és Roaf közül előbbit hízásra hajlamosabbnak ítélték, így a Saints történetében először louisianai egyetemről választott játékost a draft első körében. Nem bánták meg: Roaf posztjának legjobb játékosa volt több mint egy évtizeden keresztül, futásblokkolásban is jeleskedett, de az irányító megóvásában etalonná vált. 2001-ig szolgálta a csapatot, összesen 7 alkalommal szerepelt a Pro Bowlon.
Szintén 1993-ban indult a Dome Patrolt alkotó játékosok elpárolgása a Szentektől, akik először a középmezőnybe szürkültek vissza, és 1996-ban már csak 3 győzelemre futotta az erejükből.
Mora lemondott, de a helyére kevesebb hozzáértő személyt lehetett volna találni, mint a játékosként és edzőként is Super Bowlt nyerő Mike Ditka. Aztán egeret szültek a hegyek. Következett két 6-10-es szezon, majd Ditka 19-re lapot húzott és tető alá hozta az NFL történetének egyik legfurcsább cseréjét, és mint később kiderült a legbutább tranzakciók toplistáján is előkelő helyen szerepelt az ügylet.
Ditka az 1999-es draft összes Saints-et illető jogát plusz a 2000-es draft első és harmadik körét áldozta fel azért, hogy megszerezze a drafton a Heisman-győztes RB-t, Ricky Williams-t. Ditka esküdözött, hogy így akár a Super Bowlig is menetelhet a csapat, a higgadtabb szakértők viszont úgy vélték, hogy nincs az a játékos, aki ilyen ellenértéket érne.
Az ESPN magazin címlapján Ditka vőlegénynek, Williams menyasszonynak öltözve jelent meg, alatta Jóban-rosszban címmel. A menyasszony újoncként sérülésekkel bajlódott, Ditka viszont már nem edzőként élte meg az első házassági évfordulót, mert a 3-13-as szezont követően Benson kirúgott mindenkit, akit csak lehetett.

## 2000–2005: A Haslett-korszak
2000-ben új GM (Randy Mueller) és edző (a Steelers defensive coordinatora, Jim Haslett) érkezett a csapathoz, és nagyrészt szabadügynökök felhasználásával (például Joe Horn, Jeff Blake, Andrew Glover, Fred Thomas) komoly frissítést hajtottak végre a kereten. Az új offensive coordinator Mike McCarthy Ricky Williams futásaira építve hatékony West Coast offense alapjait tette le. Az első négy meccsen egy győzelem mellett háromszor is elverték a Szenteket, de utána sorban hatszor nyertek, a Kansas City-ben csak csereként alkalmazott Joe Horn pedig szupersztárrá emelkedett. Az alapszakasz végére Blake és Williams is sérülésekkel bajlódott, de Haslett elővette a cilinderből az addig teljesen rutintalan Aaron Brooks-t, aki képes volt olyan szinten helyettesíteni Blake-et, hogy a Saints rájátszásbeli reményei ne ússzanak el (10-6). A 8 év után újra rájátszó Szentek a bajnoki címvédő Rams ellen próbálták megszerezni az első győzelmüket a playoffban, és a kísérletüket siker koronázta. A következő körben a Minnesota kiütötte őket, de így is komolyan túlteljesítették az elvárásokat. Haslett az Év Edzője lett és 5 játékos is Pro Bowlos lett: (az 1340 elkapott yarddal franchise-rekordot felállító) Joe Horn, Willie Roaf, Joe Johnson, La'Roi Glover és Keith Mitchell.
A 2001-es drafton kisebb meglepetést keltett, amikor a Ricky Williams-ért hatalmas áldozatot hozó Saints az első körben megint running backet választott (Deuce McAllister). Még egy emlékezetes holtszezonbeli esemény kiált említésért: Joe Horn mellé leigazolták Albert Connellt, akit később nem hétköznapi körülmények között volt kénytelen elhagyni a Csapatot és a Ligát: 4000 dollárt lopott McAllistertől az öltözőben.
A kezdő irányítóvá Aaron Brooks lépett elő, de közel se nyújtott olyan játékot, mint beugróként egy évvel korábban. Az egyik legtöbb labdát eladó irányítóként ”ünnepelhették” őt, de a támadófal se tudta az előző évi teljesítményét megismételni, összesen 50 sacket eresztettek Brooks-ra. A 7 győzelem társaságában elszenvedett 9 vereség visszalépés volt, csak a safety Sammy Knight szerzett egyértelmű elismerést azzal, hogy posztjának legjobbjává választották a szezon végén.
(Pro Bowl: Sammy Knight, Joe Horn, La'Roi Glover)
2002-ben az NFL-ben változtattak a divíziókon, és ez a módosítás a Szenteket is érintette: az NFC Westet elhagyva az újonnan létrejövő NFC South-ba nyertek besorolást, a Panthers, a Falcons és a Buccaneers társaságában. Márciusában Ricky Williams-t elcserélték két első körös draftjogra (Miami). A drafton több ígéretes játékosra is szert tettek (Donte' Stallworth, Charles Grant, LeCharles Bentley), Randy Muellert GM-t pedig Micky Loomis váltotta. A szezont magabiztosan kezdték, a Washington ellen a louisianai kötődésű Michael Lewis hordott vissza az NFL történetében hetedikként egy meccsen puntból és kickoffból is TD-t. A Saints már 6-1-es mérleggel is állt, azonban Brooks válla megsérült. Haslett ennek ellenére játszatta, a szurkolók hiába követelték a "We want Jake!” kántálásával a hazai meccsek során azt, hogy a cserepadról Jake Delhomme kapjon lehetőséget. Brooks az utolsó hat meccsén mindössze 47%-os pontossággal passzolt, csak 6 touchdownt és 5 interceptiont dobott, valamint 6 fumble is köthető volt a nevéhez. A 6-1 után elkeserítő 9-7-tel és rájátszás nélkül ért véget a szezon a Szentek számára. Legfeljebb az szolgálhatott a szurkolók számára sovány vigaszul, hogy a szezon későbbi bajnokát (Tampa Bay) két alkalommal is legyőzték. Hasonlót korábban csak a Redskins tudod végrehajtani a Cowboys ellenében.
Michael Lewis NFL-rekordot állított fel azzal, hogy az év során összesen 2432 yardot hordott vissza puntból és kickoffból, posztján a Liga legjobbjának választották.
(Pro Bowl: Deuce McAllister, Joe Horn, Michael Lewis és Fred McAfee).
A 2003-as drafton a Saints-nek az első körben két lehetősége is volt választani, azonban a két jogot feláldozták azért, hogy az Arizona által birtokolt hatodik helyről Johnathan Sullivant (DT) szerezzék meg. A játékos hatalmas bust (mélyen az elvárások alatt teljesítő) lett később, pályafutása során pontosan másfél sacket tudott a neve mellé íratni. Az egyszerűsítésre hajlamosak az évtized első felének sikertelenségét Williams és Sullivan draftolásának körülményeivel szeretik magyarázni, nem minden alap nélkül.
Az első öt mérkőzéséből a Saints négyet vesztett el. Ezek közül a legmegalázóbb ruhát az országos közvetítésnek köszönhetően széles nyilvánosság előtt a Colts-tól kapták, amelynek színeiben a New Orleans-ban született Peyton Manning 6 TD-t dobott. A szezon további részében a csorbát valamennyire kiköszörülték, az ESPN közvetítette azt a decemberi találkozót, amikor Brooks karriercsúcsnyi 5 TD-t passzolt a Giants ellen. Az ötből négyet Joe Horn kapott el (klubcsúcs). Szintén nagy visszhangot kiváltó esemény volt, amikor ugyanebben a hónapban a Jacksonville ellen 7 pontos hátránynál az utolsó másodpercekben 75 yardos, 3 lateral (hátrafelé dobott) passzból ért el TD-t a Saints. Jellemző, hogy mégsem következett hosszabbítás, mert az extra pontot érő rúgást az amúgy megbízható kickernek számító John Carney mellédurrantotta.
A 8-8-cal abszolvált idény McAllistertől volt hangos, aki a franchise második olyan játékosává emelkedett, aki 1600 yardot futott, az összességében elért 2000 yardja pedig klubcsúcs.
(Pro Bowl: Deuce McAllister, LeCharles Bentley)
A következő évi drafton a Csapathoz került többek között Will Smith (DE), Devery Henderson (WR) és az abban az évben az NCAA-ből érkező fiatalok közül a legmagasabbra taksált fullback, Mike Karney is.
Az idény első kétharmadában nagyon hektikus csapat benyomását keltették, csak a legnagyobb hazárdjátékosoknak jutott eszükbe ekkortájt a Szentek meccseire fogadni. Októberben még tűzoltásként egy csere útján megszerezték a cornerback Mike McKenzie-t a Green Bay-től. December első hetében 4-8-as mérlege is volt már a csapatnak, azonban az utolsó 4 meccsüket (közte hármat a divízió-riválisok ellen) megnyerték. 8 győzelemmel és 8 vereséggel ebben a szezonban az NFC-ben rájátszásba lehetett jutni, de a Szenteken kívül még két gárda is így zárt, és a tie-break szabályok most sem New Orleans mellett álltak.
(Pro Bowl: Joe Horn, Mitch Berger)
2005 mind a Saints, mind New Orleans életében a legszomorúbb esztendő. A drafton Jammal Brown (T) és Josh Bullocks (FS) érkezését lehet kiemelni, de az év augusztusa után a futballnál fajsúlyosabb kérdések kerültek előtérbe: a Katrina hurrikán okozta csapás a város létét veszélyeztette. Lélekben egész Amerika a Szenteknek szurkolt, amikor első meccsükön a leradírozott várost képviselve 23-20-ra verték idegenben a Panthers-t. Mivel a Superdome komoly károkat szenvedett és New Orleans sem állt készen arra, hogy sportrendezvénynek adjon otthont, a Saints-nek az idény során 3 különböző ”hazai” stadionja is volt (Giants Stadium, Alamodome, Tiger Stadium). Az acélosnak nem mondható keretre a mostoha körülmények nem hatottak jól. A szezon végéig összejött tizenhárom vereség közül több olyan is akadt, amely után Benson rögtön kiadta volna Haslett útját, de a San Antonioba való költözéssel is kacérkodó tulajdonos jól érzékelte azt, hogy addig, amíg a csapat körülményei nem rendeződnek, nincs értelme radikális lépések meghozatalának.
(Pro Bowl: LeCharles Bentley)

## A nagybetűs Szezon
2006 alapos nagytakarítással kezdődött, Haslett munkáját megköszönték, és még januárban bejelentették, hogy a Csapat 14. edzője az előző években a Cowboys passzjátékát restauráló Sean Payton lett. A franchise történetének egyik legjelentősebb szabadügynök igazolása volt, amikor a sérülésből felépülő Drew Brees (irányító) elfogadta a Szentek szerződésajánlatát. Hiába tátongtak lyukak a védelmen, hiába volt már egy kiváló running back a keretben (McAllister), Payton a drafton lecsapott az egyetemi futball történetének egyik legeredményesebb futójára, a Heisman-győztes Reggie Bush-ra. Szintén a draftról érkezett a kerethez Roman Harper (S), Jahri Evans (G) és hetedik körben választott, hatalmas meglepetés Marques Colston (WR) is. Bentleyt a Browns elvitte a free agency keretében, helyére érkezett Jeff Faine (C), de ezen a tavaszon érkezett Scott Fujita, Hollis Thomas, Scott Shanle, Billy Miller és Mark Campbell is. Egyszóval az előző évi kezdőcsapat fele kicserélődött. Az első két idegenbeli meccsét megnyerte a csapat (először a franchise történetében), majd szeptember 25-én, amikor az első New Orleans-ban rendezett tétmérkőzésüket játszották 2004 óta, hatalmas népünnepély mellett fogadták az addig veretlen Falcons-t. Az eksztázisban lévő játékosok 23-3 lépték le a vendégeket (utoljára 1998-ban a Buccaneers-t tudta ilyen kevés ponton tartani a Saints). A mérkőzés New Orleans-ban igazi országos médiaesemény volt, az ESPN sportcsatorna történetének legmagasabb osztályzatú közvetítése volt ez, 11.8-as osztályzattal, ez egyben minden idők második legnagyobb osztályzatú kábeltévés közvetítése volt az USA-ban.
Ahogy zajlottak a szezon eseményei, a lufi kidurranását váró szemlélőknek be kellett látniuk, hogy Payton tarthatatlan támadójátékot szervezett, amellyel a Liga legjobbjainak is számolnia kellett. Jó időbe telt, mire az ellenfelek védelme fel tudott készülni arra, hogy Brees rövidpasszos játéka mellett komoly veszélyt jelentett az egyszerre pályán lévő két RB is. Brees a Cincinnati elleni vereség alkalmával 510 yardot passzolt (klubcsúcs, a 6. legtöbb passzolt yard egy meccsen az NFL történetében). A szezon első felében szenvedő Reggie Bush a San Francisco ellen 4 TD-t ért el, amellyel Joe Horn rekordját állította be. A Szentek 10-6-tal zárták az alapszakaszt, majd az NFC divíziójának rájátszásában megszerezték a franchise történetének második rájátszásbeli győzelmét a Philadelphia ellen. Végül az NFC döntőjében a Bears ellen véreztek el, de így is a valaha volt legjobb idénnyel ajándékozták meg a szurkolókat.Brees az NFC MVP-je lett. Sean Payton teljesen megérdemelten besöpörte az Év Edzője díjat.
(Pro Bowl: Drew Brees, Jammal Brown, Will Smith).

## Esélyesből nagy vesztes
E menetelés után a szakértők körében konszenzus alakult ki azt illetően, hogy ha a Szentek tovább akarnak lépni, akkor a középszerű védelmüket kell megerősíteniük. Erre irányuló erőfeszítéseket tettek is 2007 tavaszán, de az ekkor érkező védők (Brian Simmons, Jason David, Kevin Kaesviharn) a posztjukon diplomatikusan szólva távol álltak az elittől. Payton úgy vélhette, hogy ezekkel az átlagos játékosokkal mindent megtett a védelemért, és a drafton az első öt játékosból összesen négyet a támadóegységbe hoztak (többek között a Tennessee elkapóját, Robert Meachemet). Az egyre gyengébb lábú Carney-t elengedték és a rendkívüli erős rúgásairól híres Olindo Mare-t hozták a helyére. Az előző szezon sikereinek Joe Horn nem tudott aktív részese lenni sérülései miatt, a veterán játékos fizetését szerette volna a menedzsment a teljesítményével arányba hozni, amit Horn elutasított, így elküldték. Helyére David Patten érkezett.
A Super Bowl-esélyesként elkönyvelt Szentek kiábrándítóan kezdték az idényt, sorban négy vereséget könyvelhettek el. McAllister kidőlt az egész szezonra, Bush erőfutóként csődöt mondott. A holtszezonban érkező védők közül csak Jason David tudta magát a kezdőbe verekedni, de a korábban zónát védekező csapatban sikereket elérő cornerback képtelen volt az emberfogást védekező Saints-ben eredményt felmutatni, hétről hétre passzolták szét az oldalán a csapatot. Brees a 4 vesztes meccsen 9 interceptiont dobott, gyakran a támadófal gyengeségét igyekezett kompenzálni a meggondolatlanul eldobott labdákkal. Az első körben draftolt Meachem pályára se lépett, Mare pedig kulcshelyzetekben halmozta a hibákat.
A következő négy meccsét azonban megnyerte a Saints, Brees tavalyi önmaga volt (a maradék 12 meccsen összesen 27 TD-t és csak 9 interceptiont dobott), és úgy tűnt, hogy kezd összeállni a csapat. A józanabbak viszont a 9. meccsen már láthatták, hogy a támadósor nem lesz képes kompenzálni a védelem hibáit, az addig nyeretlen Rams a Superdome-ban ütötte ki a Szenteket. A rájátszásra a matematikai esély az utolsó mérkőzésig megvolt, de a sérülésekkel tűzdelt gárda 2007-ben nem képviselt akkora játékerőt, amely playoffot érdemelt volna (7-9).
Brees nem bírta ki ezt a szezont sem rekord nélkül, 440 sikeres passzt könyvelhetett el (NFL-csúcs). A draftolatlan újonc futó, Pierre Thomas a Bears elleni mérkőzésen 100 yard felett futott és kapott el, ilyenre korábban nem volt példa a csapat történetében.
(Pro Bowlra egy játékost sem hívtak be a csapatból, az 1980-as 1-15-ös szezon óta először)

## A sérülések éve
Mivel 2007-ben közepesről halovány elégségesre romlott a Szentek védelme, elodázhatatlanná vált a csapatrész megerősítésre. Csere útján szert tettek a súlyos sérüléséből felépülő Jonathan Vilmára, és két tehetséges, de korábbi csapatában a cserejátékosok kenyerén élő szabadügynökre csaptak le (Bobby McCray és Randall Gay). A draft első 3 körét védőre áldozták, többek közt a USC kiváló falemberét, Sedrick Ellist hozták Crescent Citybe. A nyár során végül a Giants rosszfiúját, a négyszeres Pro Bowl-résztvevő TE, Jeremy Shockeyt hozták délre egy csere után.
A Szentek 2008-ban Janus arcát öltötték magukra. Támadásban Brees rendezésében lélegzetelállító jelenetek kerültek hétről hétre pályára, a szezon végén összesen 5069 passzolt yard állt a neve mellett, amely mindössze 15 yarddal maradt el az örökranglistát eddig megközelíthetetlenül uraló Dan Marino rekordjától. Az offense a szezon végén szerzett touchdownokban és pontokban, megtett yardokban, playenkénti yardokban egyaránt vezette a ligát. A Saints mégsem jutott rájátszásba.
A védelem az erősítések dacára a 2007-es szezont is alulmúlta, a 7. legtöbb pontot kapták. Futás ellen még úgy ahogy működött a gépezet, de passz ellen tehetetlenek voltak. A Csapatot kíméletlenül tizedelték a sérülések, a szezon felében már a kezdő védelem közel fele véglegesen sérültlistára került. Azonban a támadók se úszták meg könnyen, Drew Brees három leghatásosabb fegyvere (Colston, Bush és Shockey) együtt 14 meccset hagyott ki. Ez különösen Busht érintette rosszul, aki lassan kezdett végre ahhoz a szinthez közelíteni, amit egyetemi pályafutása ígért, de a térdműtétét követően az év végére hatástalanná vált.
A legnagyobb gondot viszont az jelentette, hogy Saints nem volt képes a mérkőzéseket befejezni. A 8 elszenvedett vereségük közül két alkalommal is döntő helyzetben hibázott a rúgójátékos, Martin Gramatica (akiről később kiderült, hogy szintén sérülés miatt hanyatlott méreteset a teljesítménye). A New Orleans összesen 5 alkalommal szenvedett 3 vagy annál kevesebb ponttal vereséget.
Drew Brees így is az első Szent lett, akit az Év Támadójának választottak.
(Pro Bowl: Drew Brees, Jammal Brown)

## A csúcson
Miután 2008-ban a Saints sikereinek útjában még mindig a gyenge védelem állt, a csapatvezetés súlyos döntéseket hozott. Menesztették Gary Gibbs defensive coordinatort, a helyét a tetszetős eredménylistával rendelkező Greg Williams vette át. Leigazolták a Minnesotában nélkülözött, de a posztján az évtized egyik legjobb játékosává választott veterán Darren Sharpert (safety) és a mélyen alulértékelt cornerbacket, Jabari Greert. A 2009-es szezonra a védősor megerősítésére tett többéves erőfeszítések végre eredménnyel jártak és a Szentek védelme végre méltóvá vált a támadóegységhez. Ugyan az ellenfelek sok yardot értek el ellenük, de ez pontokban nem mutatkozott meg, mert Greg Williams fiai tömérdek labdát szereztek. Darren Sharper az új játékrendszerben legjobb éveit múlta felül és új rekordot állított be az egy szezon során interceptionből visszahordott yardokat tekintve.
A labda másik oldalán is fejlődni tudott a New Orleans: az évek óta egysíkú és kiszámítható passzorientált támadójátékot Sean Payton vezetőedző végre sikerrel vegyítette futással, amihez a legnagyobb segítséget a kiváló támadófal és Pierre Thomas nyújtotta. Ezzel kiegyensúlyozott és kiismerhetetlen lett támadásban a Csapat, ami az eredményeken is meglátszott, mivel a Saints története során először 13 héten át veretlen tudott maradni és végül az első helyet szerezte meg a főcsoportjában (13-3). A legtöbbet e szezon során is Drew Brees tette a Szentek játékához, egyéni és NFL-rekordok kerültek a zseniális irányító neve mellé. 70,6 százalékos pontossággal találtak célt a passzkísérletei, amellyel Ken Anderson 1982 óta fennálló rekordját adta át a múltnak. A 109,6-es passer ratingje minden idők hetedik legjobb teljesítménye volt és személyében tisztelhetjük az NFL első olyan irányítóját, aki négy egymást követő szezonban is legalább 4300 yardot tudott passzolni.
A rájátszás a Szentek számára az előző évben Super Bowl-t játszó Arizona Cardinals ellen kezdődött és komolyabb erőfeszítés nélkül búcsúztatták Kurt Warner csapatát. A főcsoportdöntőben szintén egy irányítólegenda próbálta az arany-feketék útját állni, de egy rendkívül izgalmas, hosszabbításba torkolló találkozón Brett Favre és a Minnesota Vikings is kapitulált a Superdome-ban és így első Super Bowljára készülhetett a Saints.
A döntőben az Indianapolis Colts-cal csaptak össze a Szentek. Noha az első negyedben a Colts 10-0-s vezetést szerzett, a Saints nem adta fel, és mezőnygólokkal igyekezett felzárkózni, 4 pontos hátrányban várták a második félidőt.
A támadás joga ekkor az Colts-ot illette, ám a New Orleans a kockázatos onside kick-et választotta, amivel sikeresen meglepték az ellenfelet és megszerezték a labdát. Ebből eredményes drive-ot vezetett Drew Brees, akinek átadását Pierre Thomas juttatta el az end zone-ba (13:10). Később még tudott válaszolni a Colts Joseph Addai futott touchdownjával (13:17), de ezt követően már csak a Szentek szereztek pontot. Először Garett Hartley rúgta be a harmadik, 40 yardot meghaladó field goalját (Super Bowl-rekord), majd Jeremy Shockey 6 pontot érő elkapásával már átvette a vezetést a korábban jóval esélytelenebbnek tartott Saints (24:17). Az Indianapolis ellen ez sovány előnynek számított, hiszen az alapszakasz során hétszer is hátrányból fordítottak a negyedik negyedben. Azonban a Peyton Manning vezérelte ellentámadásba hiba csúszott, mert a másodéves cornerback Tracy Porter lekapcsolta az irányító átadását, és a megszerzett játékszerrel a játékos 74 yardot nyargalva touchdownt szerzett, gyakorlatilag eldöntve a mérkőzést. A találkozó legértékesebb játékosa a 288 yardig jutó Drew Brees lett.
Ezzel a New Orleans Saints megszerezte fennállásának első bajnoki címét, ám azért is emlékezetes volt ez az összecsapás, mert az amerikai televíziózás történetében minden idők legnézettebb műsorává lépett elő.
A diadalt a két nap múlva New Orleans-ban tartott győzelmi parádén nyolcszázezer ember ünnepelte az utcákon.

## Visszavonultatott mezszámok
- 8 Archie Manning
- 31 Jim Taylor
- 51 Sam Mills
- 57 Rickey Jackson
- 81 Doug Atkins

## Játékosi bejegyzések

### Profi futballisták a Hall of Fame-ben
- Doug Atkins DE 1967–1969
- Earl Campbell RB 1984–1985
- Jim Finks GM 1986–1993
- Hank Stram Coach 1976–1977
- Jim Taylor FB 1967
- Mike Ditka Edző 1997–1999
- Rickey Jackson LB 1993–2001
- Willie Roaf OT 1981–1993

### Visszavonultatott mezek
- 31 Jim Taylor
- 81 Doug Atkins

### New Orleans Saints Hall of Fame
A New Orleans Saints Hall of Fame-t 1988-ban alapították, és a csapat leghíresebb játékosait választják a tagjai közé.
- 1988 QB Archie Manning, WR Danny Abramowicz
- 1989 S Tommy Myers, K Tom Dempsey
- 1990 QB Billy Kilmer
- 1991 NT Derland Moore, RB Tony Galbreath
- 1992 RB George Rogers, G Jake Kupp, C John Hill
- 1993 LB Joe Federspiel
- 1994 GM Jim Finks, TE Henry Childs
- 1995 DE Bob Pollard, DE Doug Atkins
- 1996 CB Dave Whitsell, DB Dave Waymer
- 1997 LB Rickey Jackson, T Stan Brock
- 1998 RB Dalton Hilliard, LB Sam Mills
- 1999 QB Bobby Hebert, WR Eric Martin
- 2000 LB Vaughan Johnson, LB Pat Swilling
- 2001 TE Hoby Brenner, DE Jim Wilks
- 2002 Coach Jim Mora, DE Frank Warren
- 2003 DE Wayne Martin, G/T Jim Dombrowski
- 2004 RB Rueben Mayes, Másodedző Steve Sidwell
- 2005-2006 C Joel Hilgenberg (A 2005-ös beiktatási ceremóniát a Katrina hurrikán miatt 2006. október 27-én tartották)
- 2007 DE Joe Johnson
- 2009 K Morten Andersen
- 2010 WR Joe Horn

## Lásd még
- A New Orleans Saints 2008-as szezonja
- National Football League
- New Orleans

## Külső hivatkozások
- New Orleans Saints hivatalos oldal
- New Orleans Saints története